# Mușchi corugator al sprâncenei
Mușchiul corugator al sprâncenei (latină: musculus corrugator supercilii) este un mușchi mic, îngust, piramidal, plasat sub orbicularul ochiului. Are inserția de origine pe porțiunea medială a arcului supraciliar și pe porțiunea nazală a osului frontal. Fasciculele merg superior și lateral și se inseră pe pielea porțiunii mijlocii a sprâncenei. Fibrele musculare acoperă mănunchiul vasculonervos supraorbital.
Acest mușchi trage pielea sprâncenei medial și inferior spre nas, ceea ce determină cute verticale în zona glabelei și cute orizontale la rădăcina nasului, ca atunci când o persoană se încruntă. Corugatorul este sinergic cu frontalul medial și cu porțiunea orbitală a orbicularului lateral. Alături de mușchii glabelei și procerus, corugatorul funcționează, de asemenea, ca extensor accesoriu al pleoapei superioare, care ajută la reducerea ebluisării. În plus, corugatorul servește ca mușchi al mimicii, care se contractă atunci când o persoană este înfuriată sau perplexă și formează o componentă majoră a sistemului musculoaponeurotic superficial al porțiunii superioare a feței.
Mușchiul corugator primește sânge de la arterele supraorbitală și supratrohleară ale arterei oftalmice, care este o ramură a arterei carotide interne. Inervația este dată de ramuri ale nervului facial.